# Taiwan i olympiska sommarspelen 1988
Taiwan deltog i de olympiska sommarspelen 1988 under namnet Kinesiska Taipei med en trupp bestående av 61 deltagare, men ingen av landets deltagare erövrade någon medalj.

## Boxning
Lätt flugvikt
- Liu Hsin-Hung
  - Första omgången — Bye
  - Andra omgången — Förlorade mot Thomas Chisenga (Zambia), 1:4

## Bågskytte
Damernas individuella
- Lai Fang-Mei – Åttondelsfinal (→ 12:e plats)
- Liu Pi-Yu – Åttondelsfinal (→ 15:e plats)
- Chin Chiu-Yueh – Inledande omgång (→ 27:e plats)

Herrarnas individuella
- Hu Pei-Wen – Inledande omgång (→ 31:a plats)
- Yen Man-Sung – Inledande omgång (→ 42:e plats)
- Chiu Ping-Kun – Inledande omgång (→ 45:e plats)

Damernas lagtävling
- Lai, Liu och Chin – Åttondelsfinal (→ 11:e plats)

Herrarnas lagtävling
- Hu, Yen och Chiu – Kvartsfinal (→ 7:e plats)

## Cykling
Damernas linjelopp
- Yang Hsiu-Chen — fullföljde inte (→ ingen placering)

## Friidrott
Herrarnas längdhopp
- Nai Hui-Fang
  - Kval — 7,45m (→ gick inte vidare)

Herrarnas tiokamp
- Lee Fu-An — 7517 poäng (→ 25:e plats) 
  1. 100 meter — 11,00s
  2. Längd — 7,23m
  3. Kula — 13,15m
  4. Höjd — 2,03m
  5. 400 meter — 49,73s
  6. 110m häck — 14,96s
  7. Diskus — 38,06m
  8. Stav — 4,50m
  9. Spjut — 52,82m
  10. 1 500 meter — 4:45,57s

Damernas 4 x 100 meter stafett
- Chang Fen-Hwa, Chen Wen-Ing, Chen Ya-Li och Wang Shu-Hwa
  - Heat — 46,21 (→ gick inte vidare)

Damernas sjukamp
- Hsu Hui-Ing
  - Slutligt resultat — 5290 poäng (→ 23:e plats)

## Fäktning
Herrarnas florett
- Wang San-Tsai
- Yan Wing-Shean

Herrarnas värja
- Wang San-Tsai

Herrarnas sabel
- Yan Wing-Shean

## Modern femkamp
Individuella tävlingen
- Li King-Ho — 4682 poäng (→ 44:e plats)
- Chuang Tang-Fa —  4435 poäng (→ 54:e plats)

Lagtävlingen
- Li och Chuang — 9117 poäng (→ 20:e plats)